# Stubaital
La Stubaital (Valle dello Stubai) è una valle alpina del Tirolo, laterale di sinistra della Wipptal. È percorsa dal torrente Ruetz, affluente della Sill.

## Caratteristiche
La valle si trova a sud-ovest di Innsbruck.
Si incunea nelle Alpi dello Stubai.
La valle termina a monte nel Ghiacciaio dello Stubai.
Le città presenti nella valle sono Schönberg, Mieders, Telfes, Fulpmes e Neustift.